# Раума
Ра́ума (фін. Rauma, швед. Raumo) — місто на заході Фінляндії, на узбережжі Ботнічної затоки.
Населення перевищує 39,7 тисяч осіб (2009).
Отримало статус міста 17 травня 1442 року.

## Географія

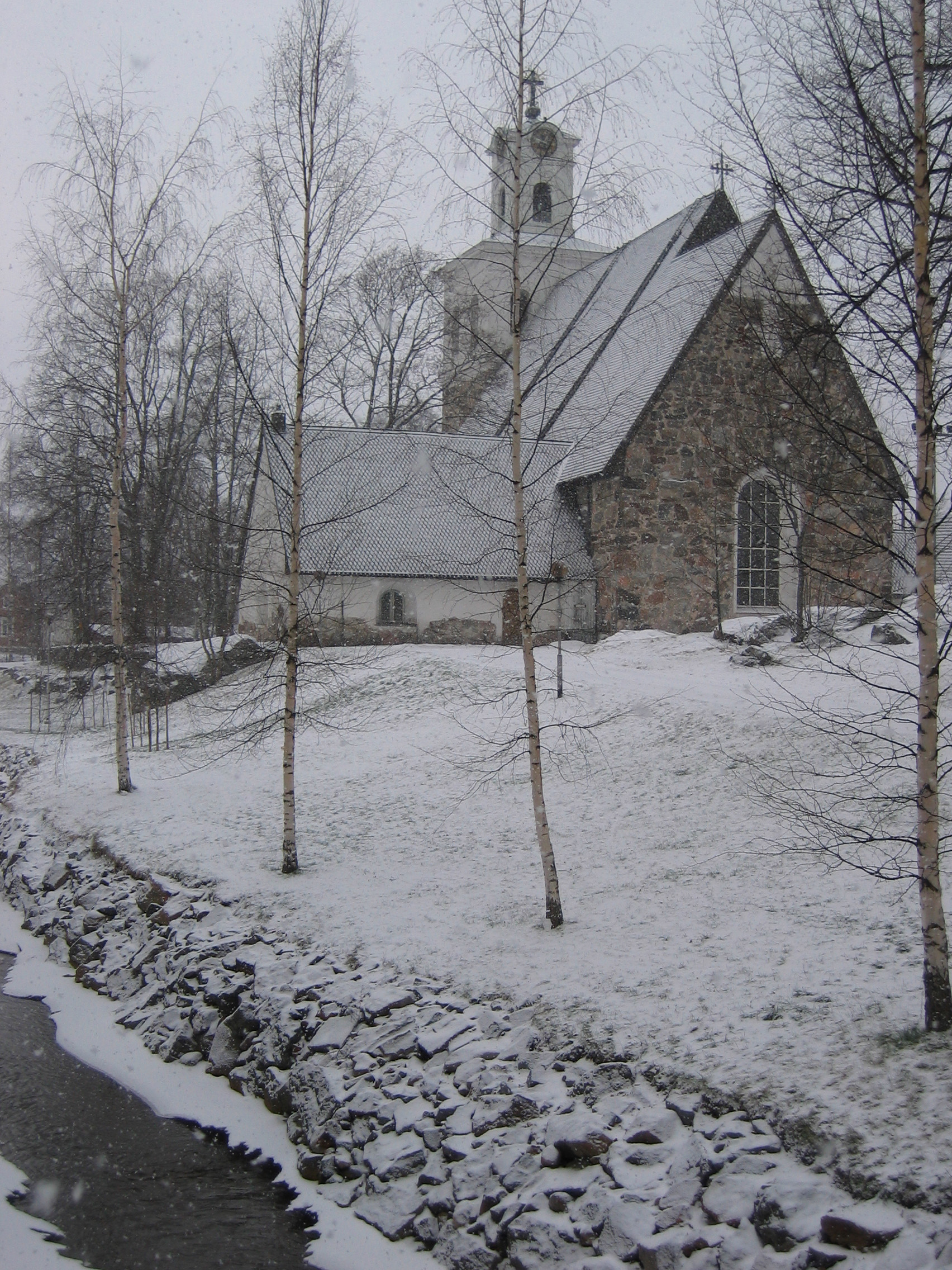
Церква в Раума

Відстані до великих міст по автодорогах: Гельсінкі — 240 км, Тампере — 140 км, Турку — 90 км, Порі — 50 км.

## Культура
Раума славиться високоякісним мереживом (відомим з XVII століття) і старою дерев'яною архітектурою в центрі (Vanha Rauma), яка перебуває під охороною ЮНЕСКО з 1991 року.
У місті є Музей північного мореплавання.

## Уродженці
- Франс Г'ялмар Нордлінг (1860—1931) — фінський письменник та поет.

## Міста-побратими
- Євле, Швеція[6]
- Євік, Норвегія[6]
- Капошвар, Угорщина[6]
- Колпіне, Росія[6]
- Нествед, Данія[6]
- Чжухай, КНР[6]